# San José Acatla
San José Acatla är en ort i Mexiko.   Den ligger i kommunen Chichiquila och delstaten Puebla, i den sydöstra delen av landet, 210 km öster om huvudstaden Mexico City. San José Acatla ligger 2 091 meter över havet och antalet invånare är 621.
Terrängen runt San José Acatla är kuperad åt sydost, men åt nordväst är den bergig. Terrängen runt San José Acatla sluttar österut. Runt San José Acatla är det ganska glesbefolkat, med 36 invånare per kvadratkilometer. Närmaste större samhälle är Huatusco de Chicuellar, 16,6 km öster om San José Acatla. I omgivningarna runt San José Acatla växer huvudsakligen savannskog.